# Jonathan Goldstein (director de cine)
Jonathan Michael Goldstein (nacido el 2 de septiembre de 1968) es un guionista, escritor-productor de televisión y director de cine estadounidense. Ha escrito para numerosas comedias de situación, incluyendo The PJ's protagonizada por Eddie Murphy, El show de Geena Davis, Good Morning Miami, Four Kings y The New Adventures of Old Christine .
Es conocido en el cine por su trabajo colaborativo con John Francis Daley como dúo de cineastas, a quienes conoció en El show de Geena Davis. La pareja ha trabajado en varios proyectos juntos. El trabajo anterior de Daley y Goldstein se basó predominantemente en el género de la comedia, donde fueron coguionistas de Horrible Bosses (2011), coguionistas de The Incredible Burt Wonderstone (2013), coguionistas de Horrible Bosses 2 (2014) y también coescribió / codirigió la quinta película de la serie de películas National Lampoon's Vacation, Vacation (2015). El dúo recibió créditos de coautor de Spider-Man: Homecoming (2017) con otros guionistas, que obtuvo un éxito financiero y de crítica; y codirigieron la comedia negra Game Night de 2018, que también obtuvo un éxito crítico y financiero.

## Vida personal
Nacido en la ciudad de Nueva York, Goldstein se mudó a Beachwood, Ohio, en 1980, donde se graduó de Escuela secundaria de Beachwood en 1986. Asistió a la Universidad de Míchigan y luego a la Facultad de Derecho de Harvard, donde se graduó en 1995. Trabajó durante dos años como litigante corporativo en la oficina de Nueva York de Jones, Day, Reavis & Pogue. Goldstein vive en Los Ángeles con su esposa, la novelista Adena Halpern, con quien se casó en 2007. 

## Carrera
Encontrando la profesión legal menos que satisfactoria, se mudó a Los Ángeles en 1998 para seguir una carrera en la escritura de comedia. Poco tiempo después, comenzó a escribir comedias para cadenas de televisión y, finalmente, películas.
En 2007, en colaboración con su socio guionista, John Francis Daley, Goldstein vendió su primer guion cinematográfico, The $40,000 Man, a New Line Cinema . Desde esa primera venta, Goldstein y Daley han participado en una serie de otros proyectos cinematográficos, incluidos Hours of Fun, The Incredible Burt Wonderstone, protagonizada por Steve Carell y Jim Carrey, Cal of the Wild para Steven Spielberg y DreamWorks, y una adaptación del documental Of All the Things para Warner Brothers, también con Steve Carell como protagonista. Horrible Bosses de New Line se estrenó el 8 de julio de 2011 y ha recaudado más de 200 millones de dólares en la taquilla mundial. En 2009, el equipo fue contratado para reescribir la secuela de la película animada, Lluvia de albóndigas .
Goldstein y Daley coescribieron y dirigieron su guion para Vacation, una continuación de la película de comedia de 1983 National Lampoon's Vacation . Ed Helms interpretó al adulto Rusty Griswold. La película recaudó 104 millones de dólares en la taquilla mundial con un presupuesto de 32 millones de dólares.
Goldstein y Daley escribieron el guion de la película de 2017 Spider-Man: Homecoming, y ambos fueron considerados para dirigir antes de que se contratara a Jon Watts .
Goldstein y Daley dirigieron la comedia negra Game Night de 2018, basada en un guion de Mark Perez. La película, protagonizada por Jason Bateman y Rachel McAdams, "obtuvo una serie de críticas entusiastas por su guion ingenioso, actuaciones enérgicas y evitación deliberada de los tropos ubicuos de la comedia moderna", y recaudó 117 millones de dólares en la taquilla mundial, frente a un presupuesto de millonario de 37 millones de dólares. Si bien no recibieron crédito como guionistas, luego dijeron que reescribieron "casi todos los diálogos del guion original, revisaron por completo a los personajes, sobre todo un policía espeluznante interpretado por Jesse Plemons, y reelaboraron exhaustivamente el tercer acto del guion original".
En 2018, se anunció que el dúo de cineastas dirigiría una adaptación cinematográfica de The Flash de DC Comics para el Universo extendido de DC, pero en julio se anunció que habían dejado el proyecto. A pesar de esto, tanto Goldstein como Daley recibieron la historia por crédito junto con la guionista de la película, Christina Hodson .
En 2019, se anunció que Goldstein y Daley estaban en conversaciones para dirigir el reinicio de Dungeons & Dragons: Honor Among Thieves (2023). En enero de 2020, se anunció que, además de dirigir, escribirían un nuevo borrador del guion.

## Filmografía
Cortometraje
| Año  | Título              | Director | Guionista |
| ---- | ------------------- | -------- | --------- |
| 2001 | Qué hacen los bebés | Sí       | no        |
| 2011 | Recorrido de audio  | Sí       | Sí        |

Largometrajes
| Año  | Título                                  | Director | Guionista     |
| ---- | --------------------------------------- | -------- | ------------- |
| 2011 | Jefes horribles                         | No       | Sí            |
| 2013 | El Increíble Burt Wonderstone           | No       | Sí            |
| 2013 | Nublado con posibilidad de albóndigas 2 | No       | Sí            |
| 2014 | Jefes horribles 2                       | No       | Historia      |
| 2015 | Vacaciones                              | Sí       | Sí            |
| 2017 | Spider-Man: Homecoming                  | No       | Sí            |
| 2018 | Noche de juego                          | Sí       | No acreditado |
| 2021 | Amigos de vacaciones                    | No       | Sí            |
| 2023 | Dungeons & Dragons: Honor Among Thieves | Sí       | Sí            |
| 2023 | The flash                               | No       | Historia      |

Televisión
| Año  | Título               | Director | Guionista | Notas                                               |
| ---- | -------------------- | -------- | --------- | --------------------------------------------------- |
| 2011 | Bones                | No       | Sí        | Episodio "La verdad en el mito"                     |
| 2019 | En la oscuridad      | Sí       | Sí        | Episodio "Todo sobre Benjamin"; Productor consultor |
| 2021 | Bienvenido a Georgia | No       | Sí        |                                                     |